# Joker (novela gráfica)
Joker es una novela gráfica original escrita por Brian Azzarello y dibujada por Lee Bermejo. Fue publicada en 2008 por DC Comics. El personaje principal es el Joker, enemigo de Batman. Es una toma única en el universo de Batman, y una historia de un universo alternativo, narrada por uno de los secuaces del Joker.

## Historia de publicación
Tanto Bemejo cómo Azzarello ya habían trabajado con DC, en una publicación similar pero sobre el enemigo de Superman Lex Luthor. Inicialmente la novela se llamaría Joker: The Dark Knight pero consideraron que el nombre era muy parecido al de la película The Dark Knight y fue acortado simplemente a Joker.
El diseño del Joker es muy parecido al de la película ya mencionada ya que los escritores querían hacer un «adelanto» de la película.

## Argumento
Un matón de bajo nivel llamado Johnny Frost cuenta su historia, un día es llevado al Manicomio Arkham por los secuaces del Joker, para recogerlo, debido a que John logró sacarlo del manicomio el Joker lo «recompensa» y lo hace su chofer personal, después el Joker recluta a Harley Quinn y al Cocodrilo Asesino, para asesinar al propietario de una empresa llamada «Grin and Bare It». A la mañana siguiente el Joker roba un banco y logra que el Pingüino invierta el dinero robado. El Joker se embarca en una masacre, asesinando a muchos de los matones que habían robado su dinero. Había sido informado por el Pingüino que Harvey Dent, un jefe criminal con una personalidad dividida, quería tener una charla con él. Sin embargo Dent amenaza al Frost con asesinar a su esposa si el no asesina al Joker. Más tarde Frost y Joker llegan con un traficante de armas llamado Acertijo/Enigma e intercambian papeles, el acertijo le dice al Joker que Dent tenía cautiva a la esposa de Frost y este había tenido reuniones secretas con él, cuando Joker se entera de esto secuestra otra vez a la esposa de Frost y asesina a todos los hombres de Dent y tomando a Frost como un traicionero. Dent asustado por lo que pueda suceder pinta un murciélago en un reflector y posteriormente llega Batman, Dent le suplica que detenga al Joker, Dent y Batman van a un edificio donde se encuentra Frost y el Joker, aunque son emboscados por el Cocodrilo, sin embargo Batman logra derrotarlos, finalmente el Joker y Frost escapan a un puente y Batman los persigue, el Joker sabiendo que era su fin toma una pistola y amenaza con asesinar a Frost si Batman se acerca a ellos. Finalmente, y luego de las burlas de Batman, el Joker le dispara a Frost en la mandíbula y empieza a pelear con Batman. La historia concluye cuando Jonny Frost se suicida al elegir lanzarse del puente.

## Recepción
Joker obtuvo principalmente críticas positivas. IGN dijo: «Joker es una inquietante y emocionante historia, es un logró literario, parecido a Batman: The Killing Joke de Alan Moore». AICN dijo: «el libro es muy bueno tiene una historia muy emocionante en especial la parte final, y los dibujos eran muy buenos».

### Intrevistas
- Bad Azz Mojo - Parte 4, Broken Frontier, 13 de octubre de 2006

### Reviews
- Review, Comic Book Resources
- Best Shots Extra: Joker, Newsarama
- Graphic novel slugfest Archivado el 4 de marzo de 2016 en Wayback Machine., Comics Bulletin

- Datos: Q1189798